# Stille Nacht (kerstlied)

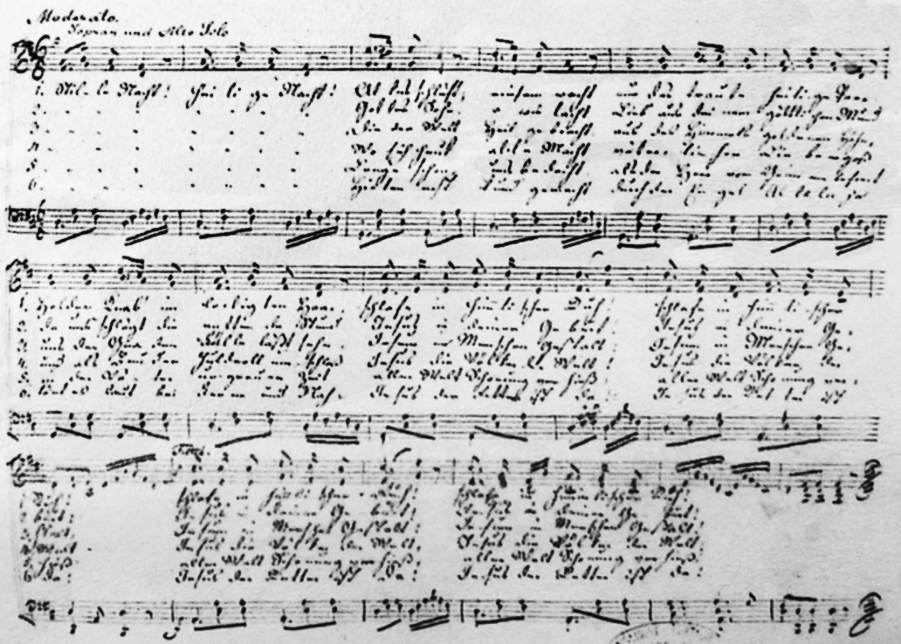
Het lied zoals geschreven door Franz Gruber

Stille Nacht is een populair kerstlied uit het Salzburgerland. De oorspronkelijke tekst werd in het Duits geschreven door Joseph Mohr. De componist Franz Gruber schreef de melodie. Deze melodie is inmiddels iets veranderd. Het lied is in meer dan 140 talen vertaald en uitgevoerd door vele artiesten en koren, waarmee het wereldwijd een van de populairste liederen aller tijden is. Het lied wordt vaak zonder of met minimale instrumentale begeleiding gezongen.

## Geschiedenis
Stille Nacht werd voor het eerst opgevoerd in de St. Nikolauskerk in Oberndorf (bij Salzburg) op eerste kerstdag 1818. De tekst was door Mohr al in 1816 geschreven, maar op kerstavond 1818 vroeg Mohr aan Gruber om een melodie en een gitaarbegeleiding te maken bij de tekst. Waarom specifiek om een gitaarbegeleiding werd gevraagd is tot op de dag van vandaag onduidelijk. De meest gebruikte verklaring was dat het orgel van de kerk kapot was, volgens een populaire versie doordat muizen van de balg hadden gegeten. Maar misschien wilde Mohr gewoon een anders klinkend lied.
Volgens een andere anekdote raakte het lied, nadat het in 1818 eenmalig was opgevoerd, weer zoek en werd het pas in 1825 door een orgelreparateur teruggevonden. Dit verhaal berust zeer waarschijnlijk niet op waarheid, omdat zowel Mohr als Gruber in het begin van de jaren 1820 met variaties op Stille Nacht kwamen.

## Versies
In het Nederlands taalgebied zijn er meerdere versies van het lied die gezongen worden. Daarbij is de katholieke versie de meest getrouwe vertaling van de Duitse originele tekst. De protestantse versie - door Johannes Yserinkhuysen (1858-1935) - is geheel anders. Vaak wordt gezegd dat de protestanten de originele tekst (met termen als "hoogheilige paar", "eng'len") "te katholiek" vonden, en daarom een eigen versie schreven.

### Oorspronkelijke tekst
Meestal worden alleen coupletten 1, 2 en 6 gezongen.
1 Stille Nacht! Heilige Nacht 

Alles schläft, einsam wacht

Nur das traute hoch heilige Paar.

"Holder Knab' im lockigen Haar,

Schlaf in himmlischer Ruh',

Schlaf in himmlischer Ruh!

2 Stille Nacht! Heilige Nacht 

Gottes Sohn, o, wie lacht

Lieb' aus deinem göttlichen Mund,

Da uns schlägt die rettende Stund',

Christ, in deiner Geburt,

Christ, in deiner Geburt!

3 Stille Nacht! Heilige Nacht!

Die der Welt Heil gebracht;

Aus des Himmels goldenen Höhn,

Uns der Gnade Fülle läßt sehn:

Jesum in Menschengestalt,

Jesum in Menschengestalt.
4 Stille Nacht! Heilige Nacht!

Wo sich heut' alle Macht

Väterlicher Liebe ergoß,

Und als Bruder huldvoll umschloß

Jesus, die Völker der Welt,

Jesus, die Völker der Welt.

5 Stille Nacht! Heilige Nacht!

Lange schon uns bedacht,

Als der Herr, vom Grimme befreit,

In der Väter urgrauer Zeit

Aller Welt Schonung verhieß.

Aller Welt Schonung verhieß.

6 Stille Nacht! Heilige Nacht 

Hirten erst Kund gemacht.

Durch der Engel Hallelujah,

Tönt es laut von fern und nah:

"Christ, der Retter ist da,

Christ, der Retter ist da!"

### Protestantse versie
1 Stille nacht, heilige nacht.

Davids Zoon, lang verwacht,

Die miljoenen eens zaligen zal

wordt geboren in Bethlehems stal.

Hij, der schepselen Heer

Hij, der schepselen Heer.

2 Hulploos Kind, heilig Kind,

Dat zo trouw zondaars mint.

Ook voor mij hebt G'U rijkdom ontzegd,

wordt G'op stro en in doeken gelegd.

Leer m'U danken daarvoor

Leer m'U danken daarvoor.

3 Stille nacht, heilige nacht,

Vreed' en heil wordt gebracht,

aan een wereld, verloren in schuld.

Gods belofte wordt heerlijk vervuld.

Amen! Gode zij eer

Amen! Gode zij eer.

### Katholieke versie
1 Stille nacht, heilige nacht,

Alles slaapt, sluimert zacht.

Eenzaam waakt het hoogheilige paar,

Lieflijk Kindje met goud in het haar,

Sluimert in hemelse rust

Sluimert in hemelse rust.

2 Stille nacht, heilige nacht

Zoon van God, liefde lacht

Vriend'lijk om Uwe Godd'lijke mond,

Nu ons slaat de reddende stond,

Jezus van Uwe geboort',

Jezus van Uwe geboort'.

3 Stille nacht, heilige nacht,

Herders zien 't eerst Uw pracht;

Door der eng'len alleluja

Galmt het luide van verre en na:

Jezus de Redder ligt daar,

Jezus de Redder ligt daar.

### Vlaamse versie
1 Stille nacht, heilige nacht, 

Slaap gerust, sluimer zacht,

Kindje, niets dat Uw rust nog verstoort;

Stil is alles, slaap rustig, maar voort,

D'eng'len houden de wacht,

Slaap dan rustig, slaap zacht.

2 Stille nacht, heilige nacht

Davids Zoon, lang verwacht

wordt door d'herders begroet in de stal

Op de bergen klinkt vreugdegeschal: 

Heil de Redder is daar!

Heil de Redder is daar!

3 Stille nacht, heilige nacht

't Godd'lijk Kind vreedzaam lacht

Liefde spreekt uit Zijn mondeke teer

Komt, knielt allen bij 't Kindeke neer

Schenk Hem allen uw hart

Schenk Hem allen uw hart

### Alternatieve Nederlandse versie
1 Stille nacht, heilige nacht

Alles slaapt, eenzaam wacht

Bij het Kindje, 't hoogheilige paar

Rond de kribbe zingt d'engelenschaar

Slaap in hemelse rust

Slaap in hemelse rust

2 Stille nacht, heilige nacht!

Eeuwenlang al verwacht

Godes moeder met zorgen vervuld

Heeft haar Kindje in doekjes gehuld

Groet den Heer van 't heelal

Groet den Heer van 't heelal

3 Stille nacht, heilige nacht!

't wonder werk is volbracht

D'almacht ligt hier in 't menselijk stof

Hoort hoe d'engelen zingen Zijn lof

Schenkt den Heiland uw hert

Schenkt den Heiland uw hert